# Elsa Einstein
Pour les articles homonymes, voir Einstein.
Elsa Einstein, née le 18 janvier 1876 et morte le 20 décembre 1936, était la seconde épouse et une cousine d'Albert Einstein. Elsa Einstein est née sous ce nom, avant d'adopter le nom de son premier mari, Max Löwenthal, puis de reprendre son nom en 1919 en épousant Albert Einstein. Les mères d'Elsa et d'Albert Einstein sont sœurs, ce qui fait d'eux des cousins directs, tandis que leurs pères sont cousins germains.

## Biographie

### Jeunesse
Fille de Rudolf Einstein, Elsa Einstein naît à Hechingen en janvier 1876. Elle a deux sœurs : Paula (c. 1878–c. 1955) et Hermine (1872-1942). Rudolf est un fabricant de textile à Hechingen. Lors de ses visites régulières avec la famille à Munich, elle joue souvent avec son cousin Albert, qu'elle appelait « Albertle » dans son dialecte souabe. Ils sont séparés en 1894, lorsqu'Albert quitte l'Allemagne pour suivre sa famille à Milan.

### Mariages
En 1896, Elsa se marie au marchand de tissu Max Löwenthal (1864-1914) originaire de Berlin. Ils ont trois enfants : Ilse (1897-1934), Margot (1899-1986) et un fils né en 1903 et mort peu de temps après la naissance. Ils vivent à Hechingen. En 1902, Max Löwenthal prend un emploi à Berlin, mais la famille reste à Hechingen. Elsa Einstein divorce de Max le 11 mai 1908 et s'installe avec ses deux filles dans un appartement au-dessus de chez ses parents au 5 Haberlandstrasse à Berlin.

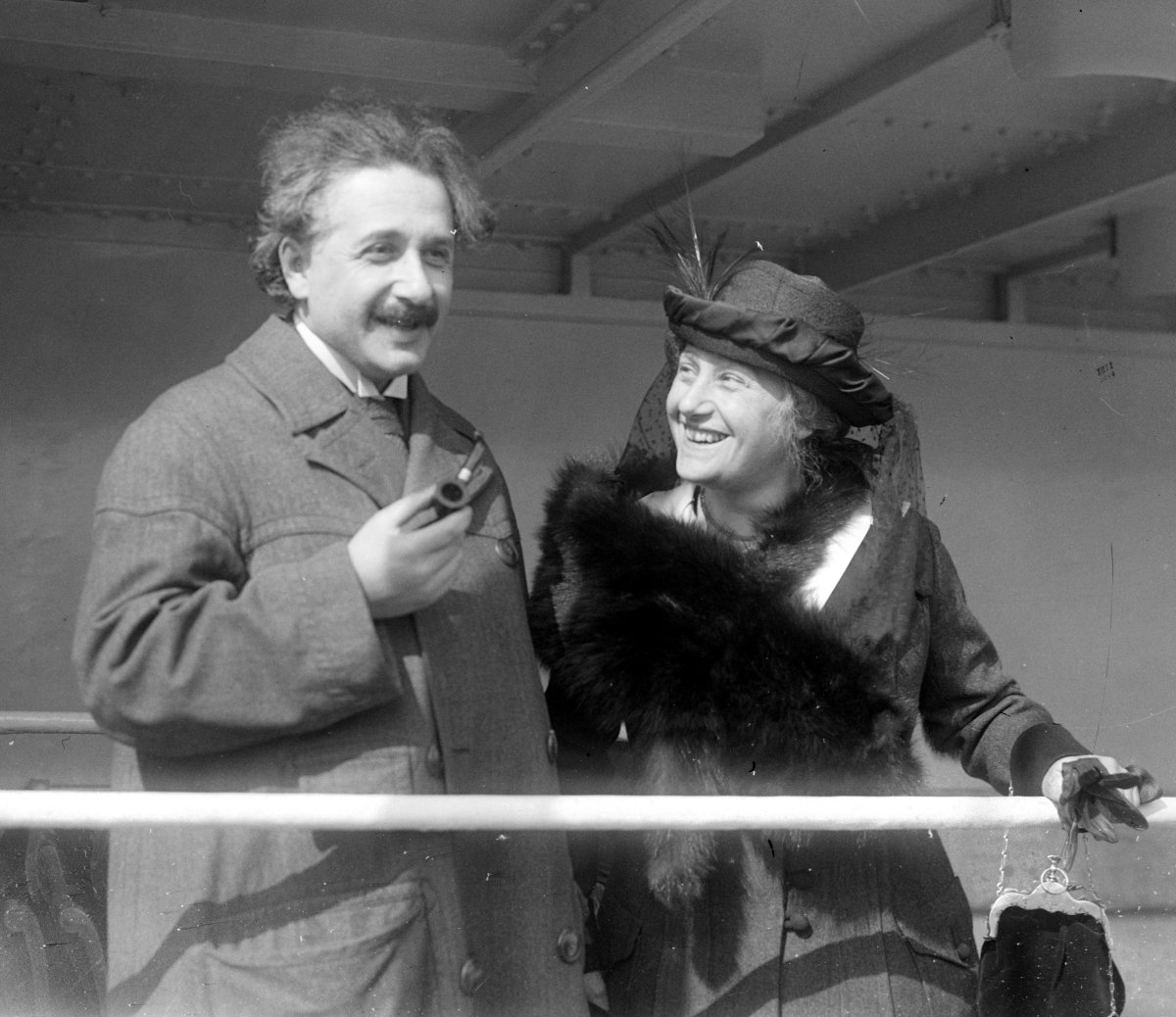
Elsa Einstein avec son mari, Albert Einstein.

Elle commence une relation avec son cousin Albert Einstein à Pâques 1912, alors qu'Albert est encore marié à sa première femme, la physicienne Mileva Marić. Einstein divorce de Maric le 14 février 1919 et Albert et Elsa Einstein se marient trois mois et demi plus tard, le 2 juin 1919.
Avec les filles d'Elsa Einstein, Ilse et Margot, les Einstein forment une famille unie. Bien qu'Albert et Elsa n'aient pas d'enfants communs, il élève Ilse et Margot comme ses propres filles. Ils vivent dans la région de Berlin, tout en ayant une maison d'été à Caputh, aux environs de Potsdam.
Elsa Einstein se comporte la plupart du temps de son mariage comme la gardienne d'Albert, le protégeant des visiteurs indésirables et des charlatans. Elle est également à l'origine de la construction de leur maison d'été en 1929.

### Décès
En 1933, Albert et Elsa Einstein émigrent à Princeton, New Jersey, aux États-unis. À l'automne 1935, ils s'installent dans une maison au 112 Mercer Street, achetée en août de la même année. Peu de temps après, Elsa Einstein développe un gonflement des yeux, avant d'être diagnostiquée avec des problèmes cardiaques et rénaux. Une fois diagnostiquée, Albert Einstein décide de consacrer l'essentiel de son temps à ses recherches. Selon l'ouvrage de Walter Isaacson, Einstein: His Life and Universe, Einstein se serait échappé de ses difficultés en se concentrant sur un travail, qui lui aurait permis de s'occuper, au lieu de songer à Elsa Einstein en train de mourir.
Bouleversé par le diagnostic de sa femme, cette dernière écrit qu'Albert Einstein aurait « erré comme une âme perdue », ce qui montre combien il semble difficile pour Einstein de gérer sa maladie. Elsa meurt au terme d'une maladie douloureuse, le 20 décembre 1936, dans leur maison de Mercer Street. À la mort de celle-ci, Einstein a le cœur brisé. Selon son ami Peter Bucky, Einstein aurait pleuré, alors qu'il ne l'avait jamais vu verser une larme auparavant.

## Annexe